# جاكي ليفي
جاكي ليفي (بالعبرية: ג'קי לוי، من مواليد 28 أكتوبر 1960) هو سياسي إسرائيلي يشغل حاليا منصب عضو في الكنيست عن حزب الليكود ومنصب نائب وزير البناء.